# Hiệp Hòa (Quảng Nam)
Hiệp Hòa is een xã in het district Hiệp Đức, een van de districten in de Vietnamese provincie Quảng Nam. Hiệp Hòa heeft ruim 2200 inwoners op een oppervlakte van 63,5 km².
De Thu Bồn stroomt door Hiệp Hòa. De Trường stroomt op de grens met Quế Bình in de Thu Bồn.